# 顕正寺 (久喜市)
顕正寺（けんしょうじ）は、埼玉県久喜市にある真宗大谷派の寺院。

## 歴史
鎌倉時代前期、幡谷信勝の開基である。信勝は常陸国茨城郡幡谷村（現・茨城県小美玉市）にあった幡谷城の城主であったが、妻を亡くしたことがきっかけで、彼女の菩提を弔うための寺を創建した。そして自らも出家し、「円空」と称した。円空は後に浄土真宗の宗祖親鸞に帰依し、その高弟「二十四輩」の一人「唯信」となっている。
時代が下り、当寺は兵乱により焼失してしまった。第16代住職の善了は、現在の茨城県古河市中田新田に移転し、これまで「光念寺」と称していたのを「顕正寺」に改称した。
江戸時代に入り、江戸幕府は日光街道・奥州街道の宿場として栗橋宿を整備した。その整備の責任者であり、浄土真宗の門徒だった池田鴨之介は当寺を新宿場に移転するように要請し、栗橋宿に移転した。

## 文化財
- 池田鴨之介の墓（久喜市指定史跡 平成3年5月14日指定）[2]

## 交通アクセス
- 栗橋駅より徒歩18分。